# Резников (Ростовская область)
Резников — упразднённый хутор в Багаевском районе Ростовской области. На момент упразднения входил в состав Манычского сельского поселения. В 1999 году присоединен к хутору Пустошкин и исключен из учётных данных.

## География
Расположен юго-западнее районного центра — станицы Багаевской, на расстоянии около 30 км (по дорогам) от неё. В настоящее время представляет собой западную часть хутора Пустошкин.

## История
По данным на 1926 год хутор состоял из 18 хозяйств. В административном отношении входил в состав Манычского сельсовета Багаевского района Донского округа Северо-Кавказского края.

## Население
По данным переписи 1926 года на хуторе проживало 98 человек (46 мужчин и 52 женщины), из которых великороссы составляли 87 % населения, украинцы — 13 %.